# Cornelis de Graeff

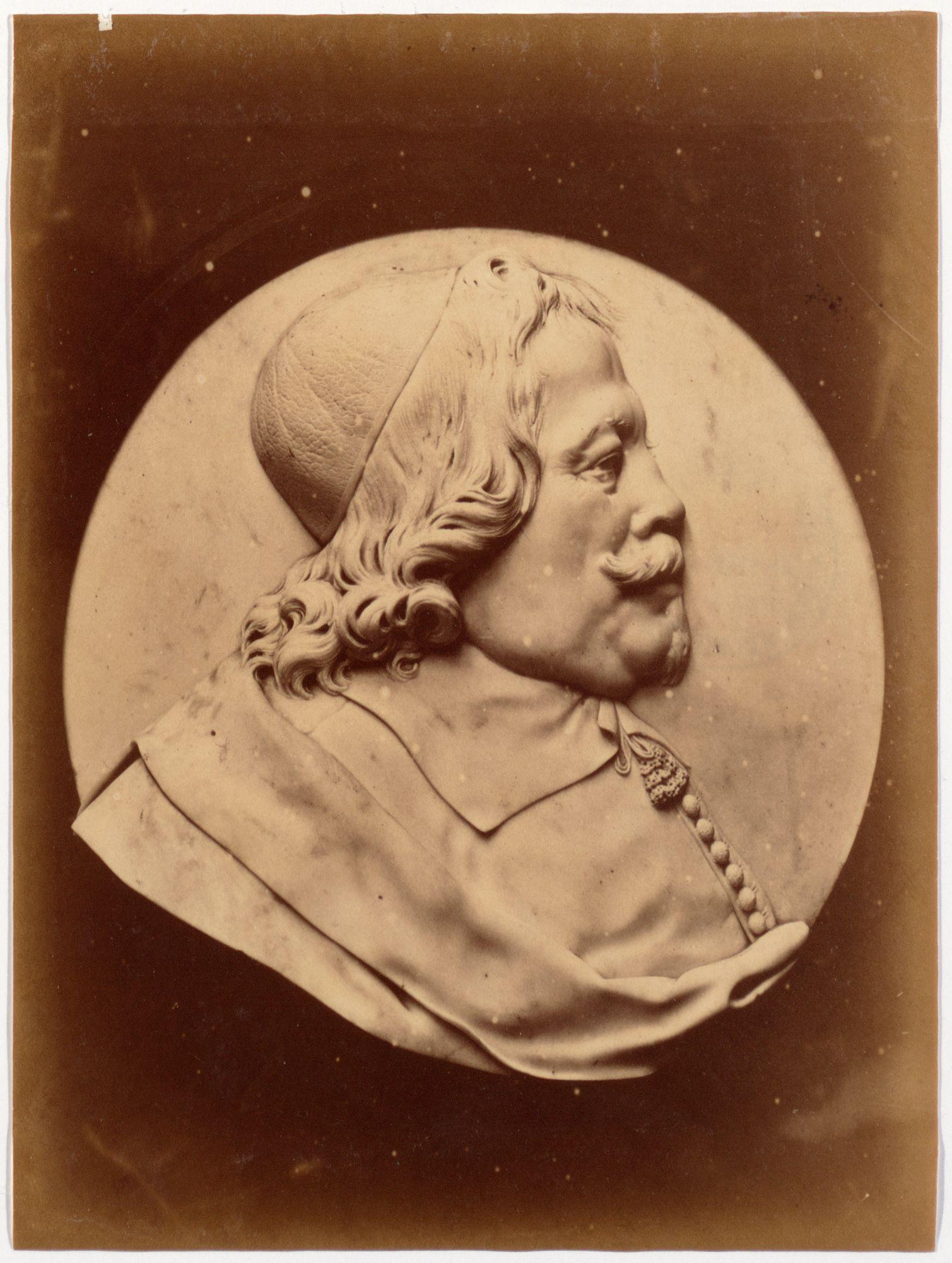
Płaskorzeźba przedstawiająca Cornelisa de Graeff wykonana w 1660 roku przez Artusa Quellinusa

Cornelis de Graeff, Vrijheer van Zuid-Polsbroek etc (ur. 15 października 1599 w Amsterdamie, zm. 4 maja 1664 tamże) – holenderski polityk i dyplomata.

## Życiorys
Cornelis de Graeff był najstarszym dzieckiem regneta Jacoba Dircksz de Graeff i Aeltje Boelens Loen. De Graeff studiował orientalistykę w Lejdzie, później odbywał podróże zagraniczne m.in. do Francji i Flandrii.
Od roku 1643 sprawował funkcję wielkiego regenta i burmistrza Amsterdamu. Wraz ze swym bratem Andriesem de Graeff i bratankiem Johanem de Witt przejął władzę w aparacie administracyjnym Niderlandów. Prowadził politykę profrancuską, sprzeciwiał się wpływom dynastii Orańskiej-Nassau. Stał na czele szlachecko-mieszczańskiego stronnictwa republikańskiego. W roku 1654 doprowadził do pokoju z Anglią po pierwszej wojnie angielsko-holenderskiej.